# Hire Arlihalli, Yelbarga
Hire Arlihalli là một làng thuộc tehsil Yelbarga, huyện Koppal, bang Karnataka, Ấn Độ.